# Galeolinae
Galeolinae is een botanische naam, van een subtribus in de orchideeënfamilie (Orchidaceae). Deze subtribus wordt op zijn beurt weer geplaatst in de tribus Vanilleae.
Het is een kleine subtribus met vier geslachten en ongeveer twintig soorten.
De Galeolinae zijn voornamelijk terrestrische epiparasieten, bladloze en bladgroenloze planten.

## Taxonomie
- Geslachten:
  - Cyrtosia
  - Erythrorchis
  - Galeola
  - Pseudovanilla